# Dionysios von Halikarnassos

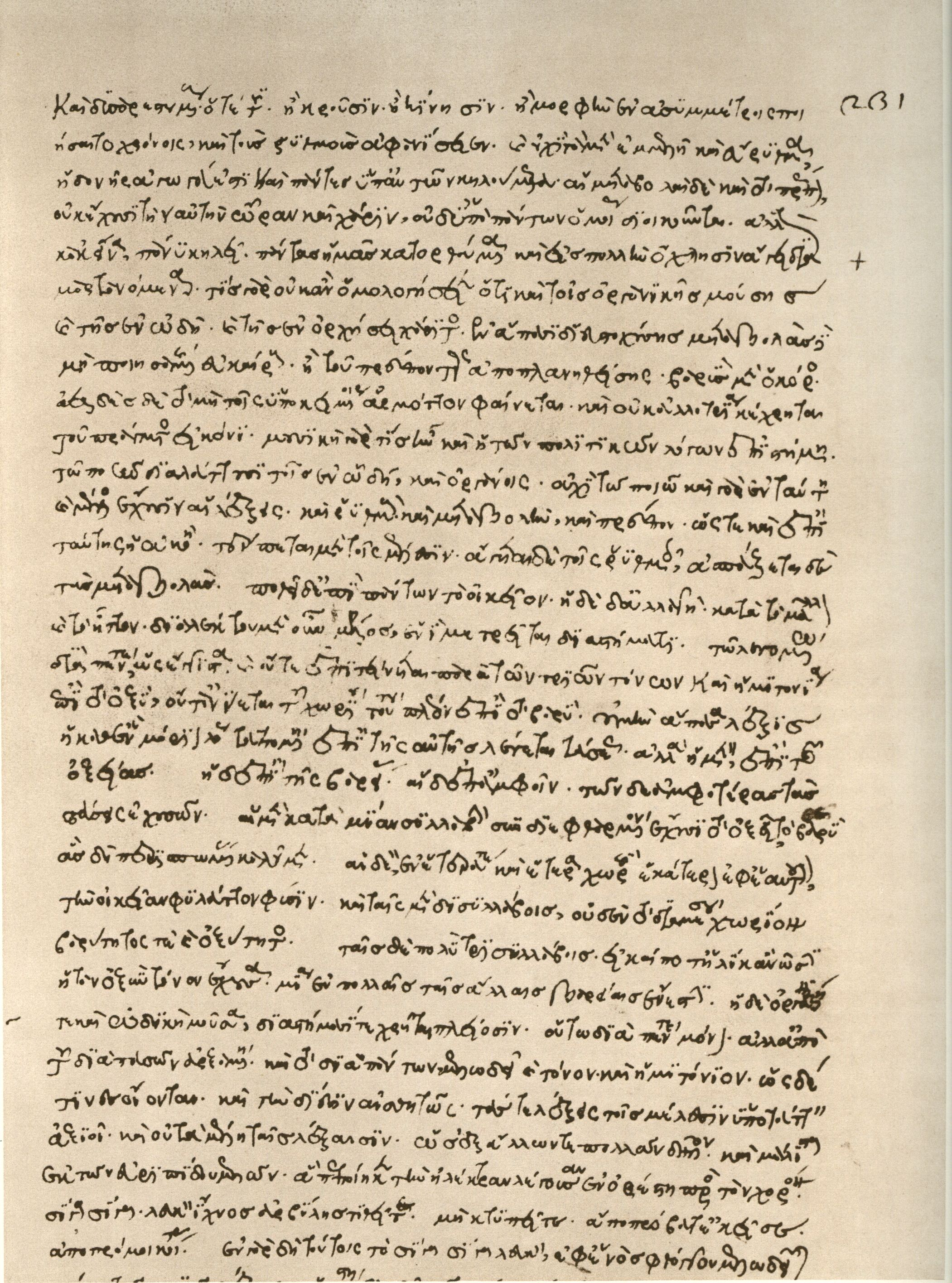
Dionysios von Halikarnassos, De compositione verborum in der 1269/1270 geschriebenen Handschrift Rom, Biblioteca Apostolica Vaticana, Vaticanus graecus 64, fol. 231r

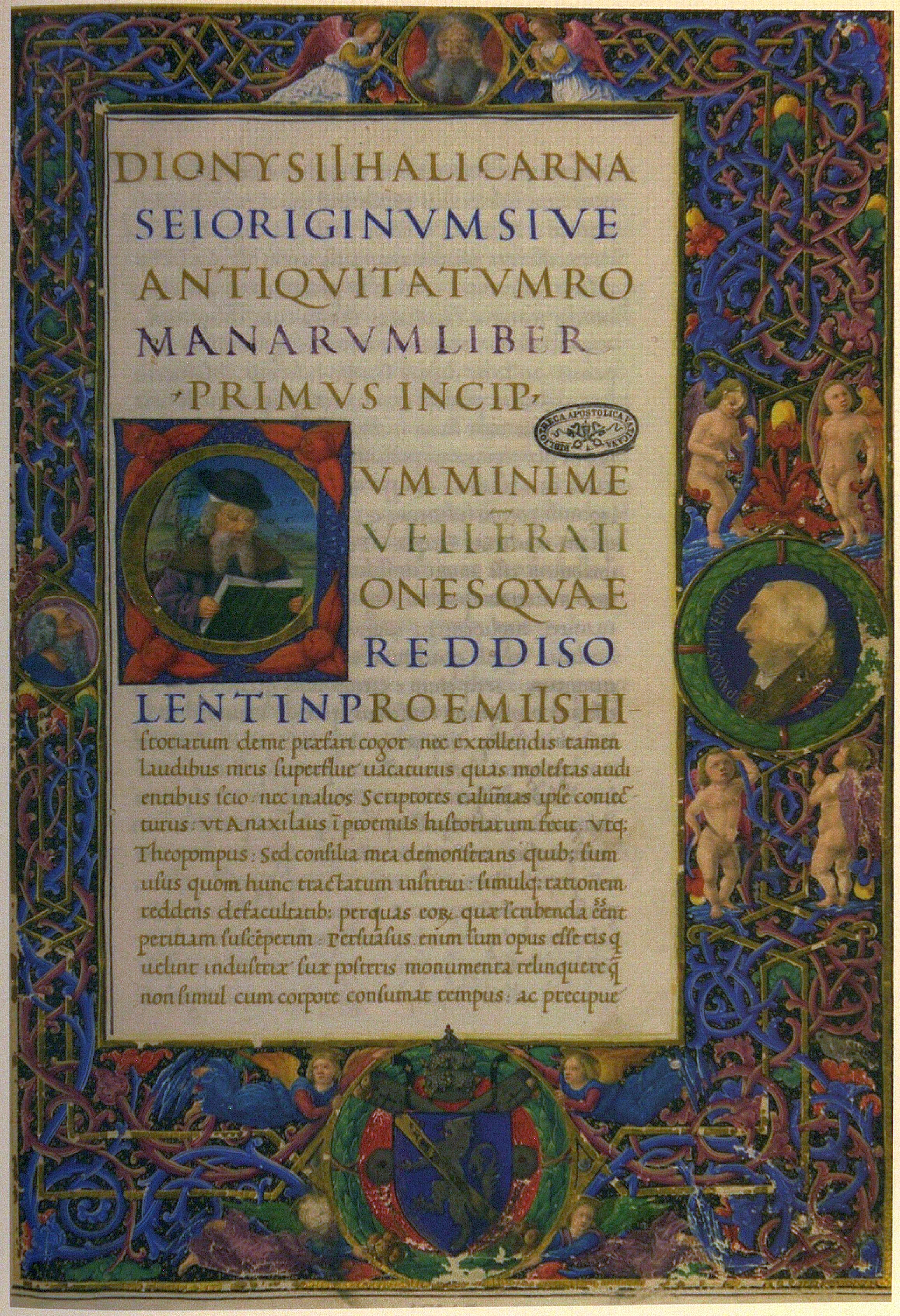
Der Anfang von Lampugnino Biragos lateinischer Übersetzung der Antiquitates Romanae im Widmungsexemplar für Papst Paul II. (Biblioteca Apostolica Vaticana, Vat. lat. 1819, fol. 1r, 15. Jahrhundert)

Dionysios von Halikarnassos (altgriechisch Διονύσιος Ἁλικαρνασσεύς Dionýsios Halikarnasseús, lateinisch Dionysius Halicarnassensis; * ca. 54 v. Chr. in Halikarnassos; † nach 7 v. Chr. in Rom) war ein antiker griechischsprachiger Rhetor, Schriftsteller und Geschichtsschreiber.

## Werk
Als Zeitgenosse von Augustus kam er im Jahr 29 v. Chr. nach Rom und verfasste dort mehrere Schriften, darunter sein Hauptwerk, eine Geschichte Roms (altgriechisch Ῥωμαϊκὴ Ἀρχαιολογία Rhōmaïkḕ Archaiología, lateinisch Antiquitates Romanae (Römische Altertümer), also sinngemäß etwa Römische Frühgeschichte) von den Anfängen bis zum Beginn des Ersten Punischen Krieges in zwanzig Büchern, von denen die ersten zehn Bücher komplett erhalten sind, das elfte Buch in Teilen überliefert ist und außerdem Fragmente bei Konstantinos Porphyrogennetos und vielen anderen Autoren existieren. Darin versuchte er, die römischen und griechischen Ursprünge als stark miteinander verbunden darzustellen; außerdem wird die Geschichte der Stadt Rom (vorgestellt als ideale Polis) teleologisch interpretiert, das heißt, es werden im Sinne der imperialen augusteischen Politikauffassung rückblickend Gründe für den (idealisierten) Aufstieg Roms zum „Zentrum der Welt“ geliefert – nicht zuletzt deswegen wird das Werk auch von vielen späteren kaiserzeitlichen Autoren benutzt, unter anderem von Plutarch, Appian und Cassius Dio.
Trotz dieser zu bedenkenden Begleitumstände ist das Werk etwa für die Zeit von der gallischen Invasion Italiens bis zum ersten Punischen Krieg (Bücher XIV bis XX) als eine der wichtigsten Quellen für die Geschichtswissenschaft anzusehen, nicht zuletzt, weil für weite Bereiche andere Quellen fehlen.
Neben seinem Wirken als Geschichtsschreiber ist Dionysios aber vor allem als Rhetor zu betrachten, als welcher er auch wegen seiner Thesen zum griechischen Ursprung Roms von modernen Historikern oft ausschließlich eingeordnet wird. Er verfasste unter anderem eine Abhandlung Über die Anordnung der Wörter (altgriechisch Περὶ Συνθέσεως Ὀνομάτων Perì synthéseōs onomátōn, lateinisch De compositione verborum), außerdem einen Aufsatz über antike (vor allem attische) Redner, deren Stil und dessen Nachahmung (altgriechisch Τῶν Ἀρχαίων Κρίσις Tṓn archaíōn krísis) eine Rhetorik (altgriechisch Τέχνη Ῥητορική Téchnē rhētorikḗ) sowie einige kurze Beurteilungen über frühere griechische Autoren. Über ihn ist auch eine Abhandlung über die Eloquenz von Demosthenes überliefert. In seinen späten Werken beschäftigte er sich stärker mit formalen Aspekten der Rede und ist im führenden Streit der Rhetoriker seiner Zeit generell als ein starker Befürworter des Attizismus im Gegensatz zum Asianismus zu bezeichnen.

## Textausgaben und Übersetzungen
- Karl Jacoby, Hermann Usener, Ludwig Radermacher (Hrsg.): Dionysii Halicarnasei quae extant. Sechs Bände und Supplementband. Teubner, Leipzig 1885–1929 (kritische Gesamtausgabe).
- Earnest Cary (Hrsg.): The Roman Antiquities of Dionysius of Halicarnassus (= Loeb Classical Library). 7 Bände, New Haven 1937–1950 (griechischer Text und englische Übersetzung)
- Alfons Städele: Dionysius von Halikarnass, Römische Frühgeschichte. Griechisch und deutsch. Übersetzt, eingeleitet und kommentiert von A. S. 4 Bände, Wissenschaftliche Buchgesellschaft, Darmstadt 2020 (= Edition Antike), ISBN 978-3-534-27201-3
- Nicolas Wiater (Übersetzer): Dionysius von Halikarnass: Römische Frühgeschichte. Anton Hiersemann, Stuttgart 2014 ff., ISBN 978-3-7772-1403-0 (deutsche Übersetzung).
  - Band 1: Bücher 1 bis 3 (= Bibliothek der griechischen Literatur. Band 75). 2014, ISBN 978-3-7772-1404-7.
  - Band 2: Bücher 4 bis 6 (= Bibliothek der griechischen Literatur. Band 85). 2018, ISBN 978-3-7772-1803-8.

- Denys d’Halicarnasse: Antiquités Romaines. Les Belles Lettres, Paris 1998 ff. (kritische Edition mit französischer Übersetzung und Kommentar)
  - Band 1: Introduction générale et Livre I. Hrsg. von Valérie Fromentin, 1998, ISBN 2-251-00467-X
  - Band 3: Livre III. Hrsg. von Jacques-Hubert Sautel, 1999, ISBN 2-251-00477-7
  - Band 6: Livre VI. Hrsg. von Jacques-Hubert Sautel, 2016, ISBN 978-2-251-00606-2